# Van Tuong Nguyen
Van Tuong Nguyenⓘ (wiet. Nguyễn Tường Vân; ur. 17 sierpnia 1980 w Songkhla w Tajlandii, zm. 2 grudnia 2005 w Changi w Singapurze) – australijski przestępca pochodzenia wietnamskiego, stracony za przemyt narkotyków.

## Dzieciństwo
Urodził się w obozie wietnamskich uchodźców w Tajlandii, gdzie przebywała jego matka. Mając sześć miesięcy wyjechał on ze swoją matką i bratem do Australii. Jego matka w 1987 wyszła za mąż za Australijczyka (również wietnamskiego pochodzenia). Synowie uczęszczali do szkół katolickich. Van Tuong Nguyen po ukończeniu szkoły średniej poszedł na studia na Deakin University w Melbourne, ale musiał je przerwać ze względu na ciężką sytuację materialną. Pracował m.in. jako sprzedawca sklepowy i akwizytor, w 1999 podjął prywatną działalność w handlu sprzętem komputerowym.

## Schwytanie za przemyt narkotyków
Przerwał prywatne interesy, chcąc pomóc zadłużonemu bratu. Aby zdobyć więcej pieniędzy, nawiązał kontakt z handlarzem narkotykami i w listopadzie 2002 przemycił z Kambodży około 400 gramów heroiny. Droga powrotna do Australii wiodła przez Wietnam i Singapur.
11 grudnia 2002 został zatrzymany na lotnisku w Singapurze po odkryciu ukrytego pakunku z narkotykami.
Przy samym aresztowanym i dodatkowo w jego bagażu odkryto 396 gramów heroiny, co ponad 25-krotnie przekraczało wartość wystarczającą do skazania według prawa singapurskiego na karę śmierci. Sąd Najwyższy Singapuru wydał taki wyrok 20 marca 2004, a apelację oddalono w październiku 2004.

## Prośby o ułaskawienie
Wobec niepowodzenia środków procesowych liczne instytucje (w tym Amnesty International) i osoby publiczne występowały do władz singapurskich z prośbą o łaskę. Australijski premier powiedział, że jeśli dojdzie do egzekucji, będzie ona miała zły wpływ na stosunki australijsko-singapurskie. Mimo to odmówiono mu odwołania kary śmierci. Tym samym odzewem skończyła się prośba Konferencji Biskupów Australijskich. Władze singapurskie odrzuciły również wniosek obrońców Nguyena o przekazanie sprawy (ze względu na obywatelstwo skazanego) Międzynarodowemu Trybunałowi Sprawiedliwości w Hadze. Na tle wyroku doszło do nieporozumienia dyplomatycznego między szefami rządów; 17 listopada 2005 premierzy Howard i Lee Hsien Loong spotkali się na forum APEC w Korei Południowej, gdzie doszło do rozmów o ułaskawieniu Nguyena, względnie odroczeniu wyroku.
Sam Nguyen wysyłał prośby o ułaskawianie.

## Wykonanie kary
Tego samego dnia rodzina skazanego w Australii otrzymała oficjalne zawiadomienie o wyznaczonym terminie wykonania wyroku; premier Lee nie poinformował o tym Howarda, z czego tłumaczył się później, że pismo do rodziny Nguyen dotarło dzień wcześniej niż oczekiwano. Rząd australijski został za nieporozumienie przeproszony, nie zmieniło to jednak w żaden sposób sytuacji Nguyena.
Nguyenowi nie pozwolono nawet na ostatnie życzenie, jakim było przytulenie się do swojej matki.
Van Tuong Nguyen został powieszony w więzieniu Changi 2 grudnia 2005. Zwłoki przewieziono do Australii i pochowano w Melbourne; w uroczystościach pogrzebowych uczestniczyło ponad 2 tysiące osób. Należy zaznaczyć, że australijska opinia publiczna była bardzo podzielona w sprawie egzekucji Nguyena; kilka dni przed egzekucją 47% badanych w sondażu uważało, że kara śmierci powinna być wykonana, 46% było przeciwnego zdania.

## Reakcje opinii publicznej
Już po śmierci Nguyena doszło do kilku burzliwych debat politycznych; parlament centralny nie przyjął wniosku o uczczenie straconego minutą ciszy, uczyniło to natomiast zgromadzenie stanu Queensland, gdzie przeciwnicy takiej formy honorowania Nguyena demonstracyjnie opuścili salę obrad. Premier Howard wykorzystał sprawę do ostrzeżenia młodzieży przed niebezpieczeństwem narkotyków, podobne oświadczenie wydał minister zdrowia Tony Abbott.